# Бозаи
Бозаи (мађ. Bozzai) град је у западној Мађарској. Бозаи је насељено место у оквиру жупаније Ваш. Године 1950. раније независно село Бардош постало је део Бозаја.

## Положај
Лежи 10 километара источно од Сомбатхеља, на југоисточној ивици Ђенђеш шика, поред Козар-Борзо потока.
Насеља са којима се граничи су: Кенез са истока, Вашсечењ са југа, Танакајд са југозапада и Веп са северозапада.
До села се може доћи јавним путем на секундарном делу пута Сомбатхељ-Веп и Икервар. Пут 84 146 води до насеља Бардош, а пут 84 147 води до центра Бозаја.

## Порекло имена
Његово име потиче од старог мађарског личног имена „Боза“, чији је претходник именица „бодза“ (срп: Зова).

## Становништво
Током пописа 2011. године, 92,8% становника се изјаснило као Мађари, 1,3% као Немци, 0,9% као роми и 0,6% као Румуни (7,2% се није изјаснило; због двојног идентитета, укупан број већи може бити на 100 %). 
Верска расподела је била следећа: римокатолици 68,7%, реформисани 3,4%, лутерани 0,3%, без вероисповести 6,3% (19,4% се није изјаснило).